# Dirk Brouwer
Dirk Brouwer (ur. 1 września 1902 w Rotterdamie, zm. 31 stycznia 1966 w New Haven) – amerykański astronom pochodzenia holenderskiego.

## Życiorys
W 1927 uzyskał stopień doktora na Uniwersytecie w Lejdzie pod kierunkiem Willema de Sittera. Potem wyjechał na Uniwersytet Yale, gdzie (wspólnie z Ernestem Brownem) prowadził badania z zakresu mechaniki nieba. W latach 1941–1966 kierował obserwatorium na tej uczelni; był także redaktorem czasopisma „The Astronomical Journal”.
Jeszcze jako student wyznaczył masę Tytana, na podstawie wpływu wywieranego przez niego na inne księżyce Saturna. Był jednym z pierwszych astronomów, którzy zastosowali komputery do obliczeń astronomicznych. Rozwinął metody wyznaczania orbit obiektów astronomicznych i stosował je do komet, planet i planetoid.
Napisał, wraz z Geraldem Clemence'em, popularny podręcznik Methods of Celestial Mechanics (1961).

## Nagrody i wyróżnienia
- Złoty Medal Królewskiego Towarzystwa Astronomicznego (1955)
- Medal Bruce (1966)
- Jego imieniem nazwano planetoidę (1746) Brouwer; krater Brouwer na Księżycu upamiętnia Dirka Brouwera oraz matematyka Luitzena Brouwera.